# 나가누마정 (후쿠시마현)
나가누마정(長沼町)은 후쿠시마현에 존속했던 정이다. 2005년 4월 1일 나가누마정 및 이와세촌 등 2개 정·촌이 스카가와시에 편입합병되고 폐지되었다. 스카가와시에 나가누마정의 정역이 포함되어 있다.

## 역사
- 2500여 년 전 조몬도기와 수혈주거가 어느 곳이 발견된 것으로 보아 이 땅에 사람들이 살았음을 알 수 있다.
- 1889년 4월 1일 - 정촌제 시행에 의해 5촌이 합병해 나가누마촌이 성립하였다.
- 1901년 6월 27일 - 나가누마촌이 정으로 승격, 나가누마정이 되었다.
- 1955년 3월 31일 - 나가누마정, 호코쓰키촌 등 2개 정·촌이 신설합병, 나가누마정이 새롭게 설치되었다.
- 2005년 4월 1일 - 나가누마정, 이와세촌 등 2개 정·촌이 스카가와시에 편입합병되고, 나가누마정 등이 폐지되었다.

## 교통

### 도로
- 국도 118호선
- 국도 294호선

## 같이 보기
- 덴에이촌
- 나가누마정
- 스카가와시